# Moher (llana)

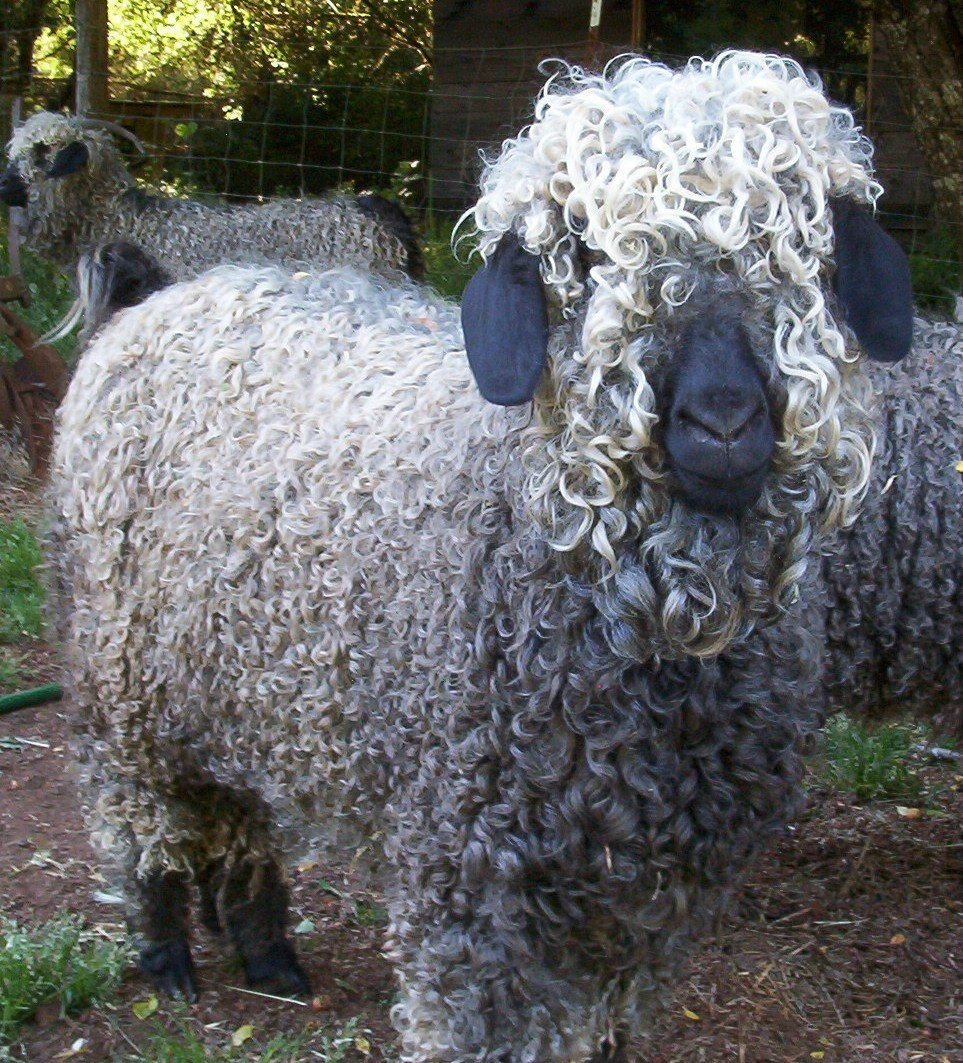
Una cabra d'Angora

El moher o mohair és el pèl llarg de la cabra d'Angora (Capra hircus angorensis) que es cria principalment a Turquia, a Sud-àfrica, als Estats Units i en alguns països d'Europa. No hem de confondre aquesta fibra amb l'anomenada angora, que prové del conill d'angora.
El terme mohair prové del nom turc de la cabra (mukhya), que significa 'el millor pèl', i/o de la paraula àrab mukhayyar, que significa 'roba de pèl de cabra'.
Aquest pèl és molt llarg (fins a 300 mm), lluent, sedós i generalment d'un blanc pur, encara que n'hi ha una varietat de color bru. És emprat com a fibra tèxtil en la fabricació del peluix, de roba de fantasia, de jaquetes i jerseis, etc.